# Félicia Menara
Félicia Menara (ur. 23 czerwca 1991 w Sèvres we Francji) – francuska siatkarka, grająca jako rozgrywająca. Obecnie występuje w drużynie Pays d'Aix Venelles.

## Kluby
| Klub                | Kraj    | Od        | Do   |
| Pays d'Aix Venelles | Francja | 2010–2011 | .... |